# 衙门炮台

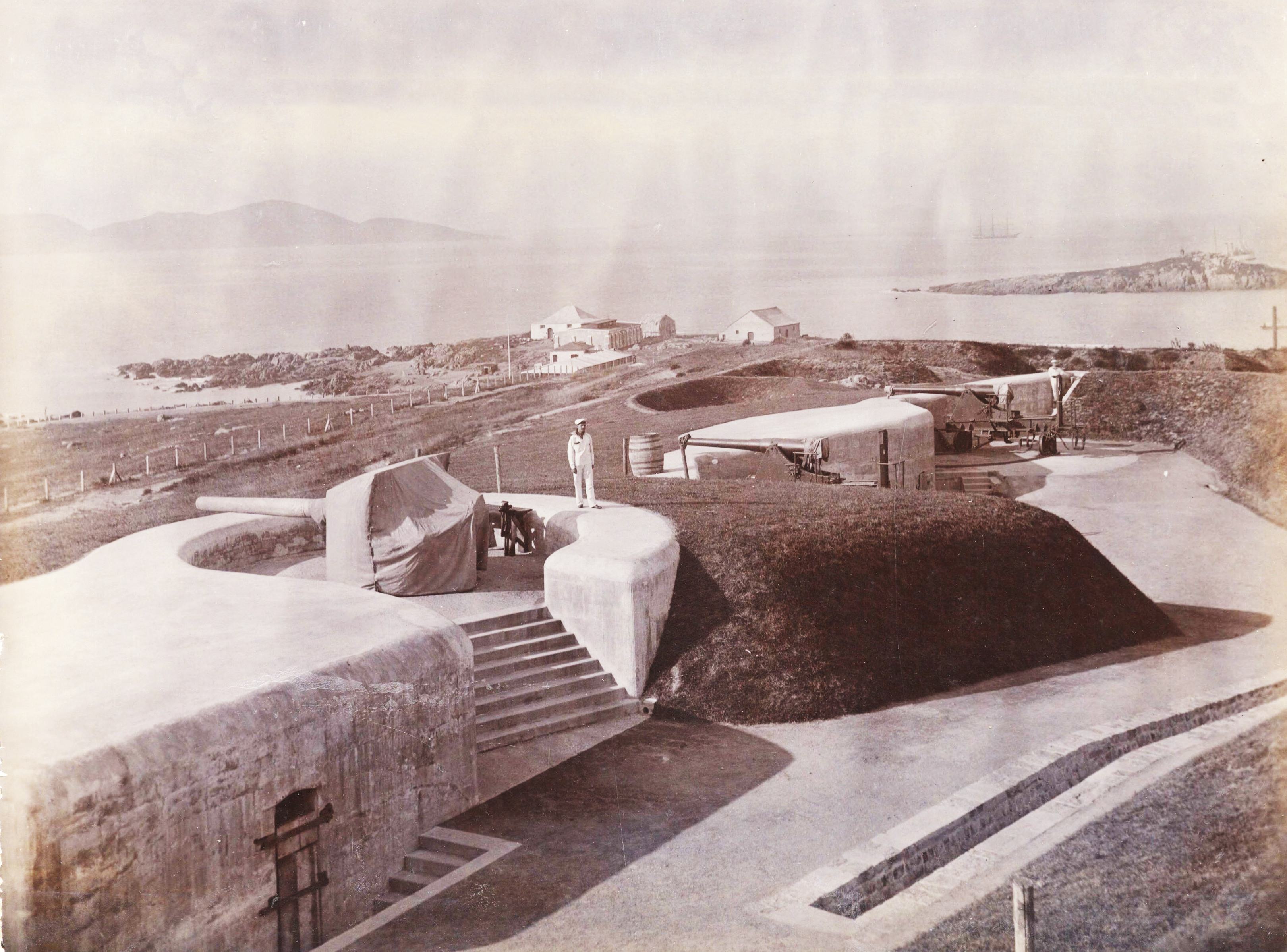
接近完工的衙门炮台，约1902年。左侧可见一门150毫米40倍径加农炮，右侧为两门150毫米35倍径加农炮（未加装炮盾），中央远处建筑群为今莱阳路8号一带，右侧可见小青岛（小青岛灯塔尚未建成）

衙门炮台，又称青岛炮台（德語：Tsingtau-Batterie），是青岛德占时期驻青德军的一座海防炮台，原址位于中国山东省青岛市市南区金口一路东段北侧的高地上，现已无遗迹可寻。

## 历史
一般认为青岛炮台（衙门炮台）最初为清军章高元驻防青岛时期（1892-1897）所建三处炮台之一（其他两处为团岛炮台、西岭炮台）。有资料称青岛炮台为三座炮台中唯一竣工者，为三合土夯筑而成，装备3门150毫米克虏伯加农炮。

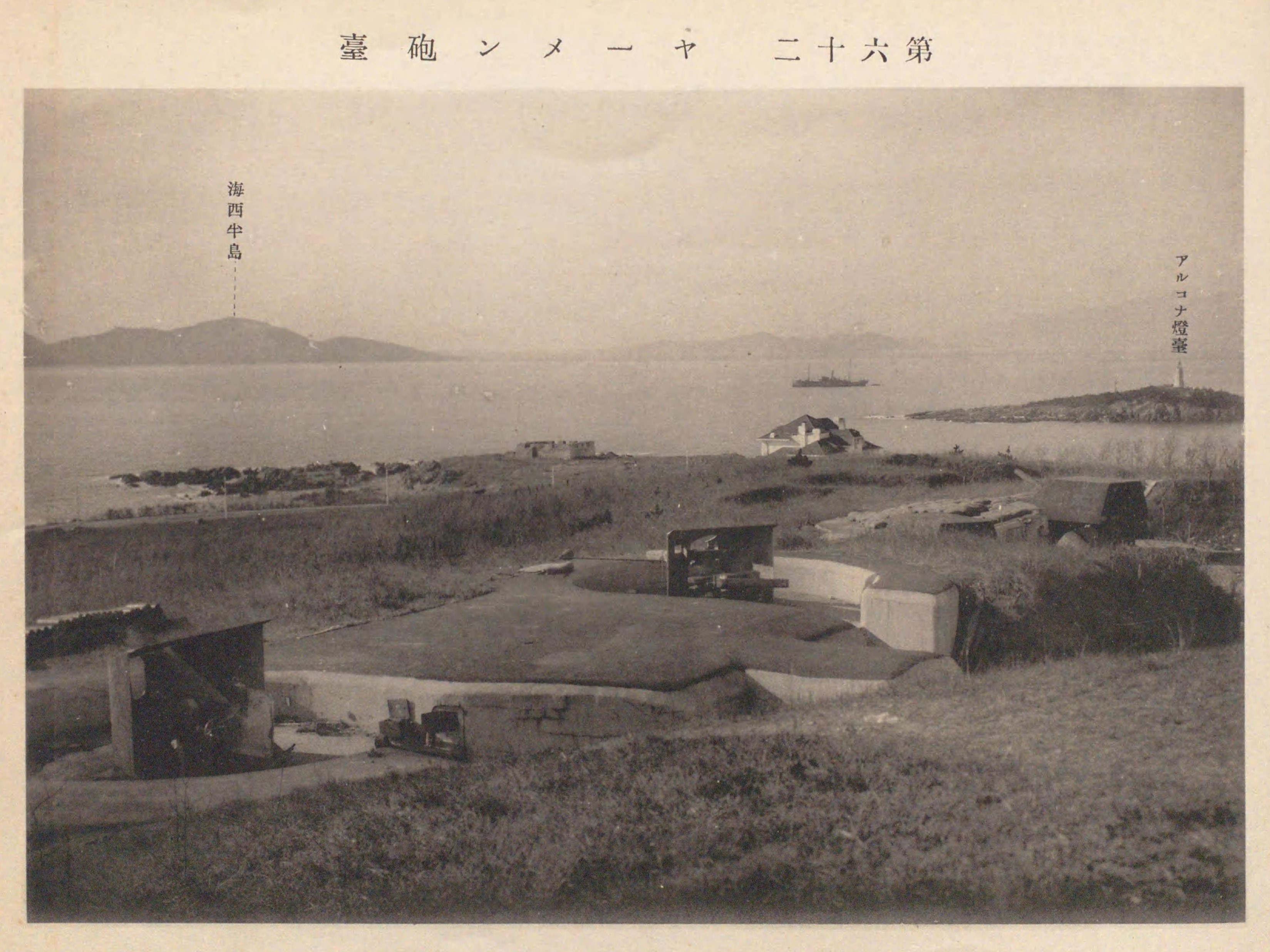
日军占领后的衙门炮台，左侧、中央为两门150毫米40倍径加农炮，右侧有两门150毫米35倍径加农炮，中央远处建筑为德国海军军官俱乐部（右）和一座明清时期海防炮台，右侧可见小青岛和灯塔

1897年11月14日，德国海军兵不血刃强占胶州湾，之后于1899年开始规划建设要塞防御体系。德占当局将衙门炮台原有设施改扩建，并安装了4门1900年八国联军侵华期间从清军缴获的150毫米克虏伯加农炮，至1903年2月已安装完成，同年9月2日试射。
1914年8月至11月的日德青岛战役期间，衙门炮台由德军军官1人、士兵22人驻守，期间曾多次遭受来自海上的炮火袭击，但均未直接命中火炮。11月7日德军弹药耗尽后，将衙门炮台自毁（据日军观测自毁时间约凌晨6点），7点30分被日军占领。
1920年代以后，衙门炮台所在地域规划建设为金口一路、二路、三路住宅区，炮台遗迹在城市建设中拆除。

## 结构
衙门炮台（青岛炮台）位于总兵衙门东南侧的山坡上，扼守青岛湾、汇泉湾一带海域。炮台装备有2门150毫米40倍径加农炮、2门150毫米35倍径加农炮，均设有装甲防护罩，其中仅有两门安装在基轴式炮架的150毫米40倍径加农炮可对陆射击。1914年战时按预算备弹为榴弹600发，实心炮弹100发，榴霰弹100发。

## 图集
- 衙门炮台，照片中火炮残骸可能在拆解报废
- 150毫米35倍径加农炮（炮管受损）
- 150毫米35倍径加农炮（炮盾已拆除）
- 炮台受损情况